# Chillizet
Chillizet (pierwotnie: Chilli ZET, w latach 2013–2017: Radio ZET Chilli) – polska rozgłośnia radiowa z siedzibą w Warszawie, należąca do holdingu medialnego  Eurozet. Radio posiada profil muzyczno-kulturalny. Jest dostępne drogą naziemną w Warszawie, Krakowie, okolicach Trójmiasta oraz (na podstawie odrębnej koncesji) w Katowicach.

## Historia
Radio rozpoczęło nadawanie 6 grudnia 2008, początkowo działając pod nazwą Chilli ZET. Program emitowało na wcześniejszych częstotliwościach Jazz Radia, łódzkiego Radia Pogoda, katowickiego radia NRJ FM oraz – częściowo – ponadregionalnej Planety FM, której miejsce formalnie zajęło.
W latach 2008–2011 redaktorem naczelnym i dyrektorem programowym stacji był Mateusz Kirstein, a w latach 2011–2015 obowiązki te pełnił Rafał Olejniczak. Od 1 września 2013 do 26 maja 2017 rozgłośnia posługiwała się nazwą Radio ZET Chilli. Następnie powróciła do pierwotnej nazwy, nieznacznie zmieniając jej pisownię (aktualnie: Chillizet).
13 lutego 2015 stacja ograniczyła swój zasięg naziemny do Warszawy, Krakowa i Aglomeracji Górnośląskiej. Odtąd program emitowany jest w oparciu o koncesję wykorzystywaną wcześniej przez Radio Zet Gold (program warszawsko-krakowski) oraz dotychczasową koncesję Radia ZET Chilli Katowice. Zwolnioną przez ZET Chilli ponadregionalną sieć częstotliwości grupa Eurozet wykorzystała do poszerzenia zasięgu Antyradia.
Redaktorem naczelnym i dyrektorem programowym stacji jest Dariusz Staniak.
W marcu 2018 rozgłośnia, działająca już jako Chillizet, uruchomiła nadajnik w Helu, obejmujący zasięgiem także część Trójmiasta. Kolejna emisja na Pomorzu pojawiła się w kwietniu 2019 roku, z Wejherowa.

## Profil stacji
Radio według koncesji nadanej przez Krajową Radę Radiofonii i Telewizji posiada profil muzyczno-kulturalny. Chillizet emituje muzykę w formacie zbliżonym do  easy listening (ang. „łatwe do słuchania”). Składają się na niego utwory z pogranicza brzmień alternatywnych, indie popu, lo-fi, soulu i emitowanego głównie w porze nocnej jazzu. Playlistę dzienną uzupełniają największe światowe hity radiowe.
W rozmowach z zaproszonymi gośćmi poruszane są głównie tematy związane z kulturą i stylem życia.

## Niektóre audycje i ich prowadzący
- Śniadanie do łóżka – Magdalena Kasperowicz
- Na chilloucie – Rafał Turowski
- Dobre wibracje – Dominika Biegańska
- KrUlewicz – Maciej Ulewicz
- W pogodni za kulturą, Weekend w wielkim mieście  – Magda Bauer
- W między czasie - Jakub Lachowicz
- Odbicia kultury- Alicja Myśliwiec
- Edycja limitowana – Hanna Rydlewska
- Zza kulis- Maks Behr
- Po swojemu- Natalia Waloch
- Gabinet Dźwięki - Gabi Drzewiecka
- FILOzgrani-  Anna Serdiukow i Tomasz Śliwiński
- Primadoma Club- Dominika Kontarowicz
- Osobiście Wyszukane - Bartek Winczewski[8]
- Glitterbox

## Słuchalność
Według badania Radio Track, wykonywanego przez Millward Brown, Chillizet w okresie od lutego 2022 do kwietnia 2022 notowało udział w czasie słuchania na poziomie 0,2 proc. w grupie wiekowej 15-75 lat.